# Lijst van burgemeesters van Laarbeek
Dit is een lijst van burgemeesters van de Nederlandse gemeente Laarbeek in de provincie Noord-Brabant sinds haar stichting op 1 januari 1997.
| Ambtsperiode | Naam burgemeester              | Partij of stroming | Bijzonderheden | Afbeelding |  |
| ------------ | ------------------------------ | ------------------ | -------------- | ---------- |  |
| 1997–2003    | Henk (H.M.J.M.) van Beers      | CDA                |                |            |  |
| 2004–2009    | Hans (J.J.P.M.) Gilissen       | PvdA               |                |            |  |
| 2010–2011    | Nellie (P.H.M.) Jacobs-Aarts   | CDA                | waarnemend     |            |  |
| 2011–2014    | Hans (J.G.M.T.) Ubachs         | D66                |                |            |  |
| 2014–2016    | Frans (F.H.G.M.) Ronnes        | CDA                | waarnemend     |            |  |
| 2016         | Henk (H.P.T.M.) Willems        | PvdA               | waarnemend     |            |  |
| 2016–2024    | Frank (F.L.J.) van der Meijden | CDA                |                |            |  |
| 2024         | Yves (Y.C.M.G.) de Boer        | VVD                | waarnemend     |            |  |
| 2024–heden   | Lianne (L.A.G.P.) van der Aa   | CDA                |                |            |  |